# Heeze, Leende en Zesgehuchten
Heeze, Leende en Zesgehuchten was een heerlijkheid in Brabant gelegen ten zuidoosten van Eindhoven, die de dorpen Heeze en Leende omvatte, alsmede Zesgehuchten. Een keizerlijk decreet van december 1810 splitste het gebied in de zelfstandige gemeenten Heeze, Leende en Zesgehuchten. De laatstgenoemde gemeente ging in 1921 deel uitmaken van de gemeente Geldrop. In 1972 is het westelijk deel van dit gebied aan Eindhoven toegevoegd.
De heer verbleef op Kasteel Eymerick en later op het er vlakbij gebouwde Kasteel Heeze. Het Kasteel Heeze wordt nog steeds bewoond door de familie van Tuyll van Serooskerken.
De lijst van heren en vrouwen van Heeze bevat vele bekende adellijke personen van meer dan lokale betekenis.